# Marianna Zorba
Marianna Zorba, em grego: Μαριάννα Ζορμπά (Atenas, 1967-) é uma cantora e professora de música grega. Ela ama a música étnica e o folclore. Em 1997, representou a Grécia no Festival Eurovisão da Canção 1997. Foi convidada para cantar pelo letrista da sua canção Manolis Manouselis, a uma semana da grande final em Dublin. Umas semanas depois do festival, ela casou com ele. Em Dublin, ela cantou "Horepse" ("Dança") que terminaria o certame em 12.º lugar, tendo recebido 39 pontos. A imprensa grega virou-se contra ela (criticando-a severamente) e isso foi em parte decisivo para que ela abandonasse a sua carreira como cantora..
Marianna e Manolis decidiram partir para a ilha de Creta. Ele ali é arquiteto e e ela é professora de música, mas a música é a sua inspiração. Juntos, formaram o duo Notios Anemos ('Vento de sul") e eles têm participado em vários festivais de música, concertos e peças de teatro em Creta. Eles lançaram um álbum em 2005 com canções e músicas inspiradas en antigas canções gregas, música tradicional da Venezuela e muitas outras.

## Discografia
- 1995 - Diavatirio Psixis (Soul Passport)-LP pela Warner Music
- 1996 - Akou loipon (So, Listen to that)-LP pela Warner Music
- 1997 - Horepse ("Dança")-CD single-promo only
- 2005 - San Minoiko Karavi-LP por Seistron